# ハズレット・スルタン山
ハズレット・スルタン山 (ウズベク語: Ҳазрати Султон чўққиси
) は、ウズベキスタンの最高峰。標高4643m。ギッサール山地の一部で、スルハンダリヤ州のタジキスタン国境に位置する。かつては「共産党第22回大会峰」として知られた。